# Шарль Мішель
Шарль Мішель (фр. Charles Michel; нар. 21 грудня 1975, Намюр, провінція Намюр, Валлонія, Бельгія) — бельгійський та європейський політик і державний діяч, голова Європейської Ради (2019—2024). 69-й прем'єр-міністр Бельгії (2014—2019).
Представник франкомовної спільноти, лідер партії «Реформаторський рух» (2011—2014, 2019). Наймолодший прем'єр-міністр Бельгії з 1845 року.

## Біографія
Шарль Мішель народився 21 грудня 1975 року в місті Намюр, в Бельгії, в сім'ї Луї та Мартін Мішель, валлонець.

### Освіта
У 1998 році Шарль закінчив юридичний факультет Брюссельського франкомовного вільного університету та Амстердамського університету, після чого він став адвокатом.
Вільно володіє французькою (як рідною), нідерландською та англійською мовами.

### Політична діяльність в Бельгії
Шарль Мішель розпочав свою політичну діяльність у 1994 році як провінційний депутат у Валлонському Брабанті. У 2000 році він став міністром внутрішніх справ в уряді Валлонії у віці 25 років, що зробило його наймолодшим регіональним міністром в історії Бельгії.
В 2007—2010 роках займав пост міністра розвитку і співробітництва Бельгії. В 2010 році став головою ліберальної валлонської партії Реформаторський рух замість Дідьє Рейндерса після поразки партії на парламентських виборах 2010.
Після парламентських виборів в Бельгії в 2014 році, коаліція нового парламенту вибрала Мішеля кандидатом на пост прем'єр-міністра. Його кандидатуру підтримали Християнські демократи і фламандці, Новий фламандський альянс та інші партії.
11 жовтня 2014 король Філіп I офіційно привів Шарля Мішеля до присяги на посаду прем'єр-міністра Бельгії.
У грудні 2018 року уряд розпався через внутрішні суперечки щодо Глобального міграційного пакту. Зрештою Мішель подав у відставку й став тимчасовим виконувачем обов'язків прем'єра. Після федеральних виборів 2019 року Реформатський Рух втратив низку місць, хоча Мішель усе ще лишався виконувачем обов'язків під час обговорень уряду.

### Голова Європейського Союзу
Через тиждень після федеральних урядів, 2 липня 2019 року, Європейська рада проголосувала за обрання Мішеля головою Європейської ради. Перейняв обов'язки Дональда Туска на церемонії 29 листопада 2019 року, офіційно на посаді з 1 грудня 2019.
24 березня 2022 року Шарль Мішель був обраний президентом Ради Євросоюзу ще на два з половиною роки (з 1 червня 2022 року по 30 листопада 2024 року.

### Російсько-українська війна (2022—2023)
Після повномасштабного вторгнення Росії до України в лютому 2022 року ініціював запровадження санкцій проти РФ, що також передбачали заморожування активів Центрального банку Росії, який зберігає 630 мільярдів доларів валютних резервів, щоб запобігти компенсації впливу санкцій.  
5 травня 2022 року Мішель сказав: «Я абсолютно переконаний, що це надзвичайно важливо не тільки заморозити активи, але й зробити можливим їх конфіскацію, зробити їх доступними для відновлення України».

## Особисте життя
Мішель і його партнерка Амелі Дербодренг'єн мають двох дітей. На тлі пандемії COVID-19 пара відклала весілля, яке мало відбутися у Франції в серпні 2020 року, щоб уникнути карантину після повернення до Бельгії.

## Погляди
2009 року заявив, що шокований заявою папи римського Бенедикта XVI про те, що презервативи сприяють поширенню СНІДу, назвавши його докази «вражаючими, скандальними і навіть безвідповідальними».

## Нагороди
- Командор та Кавалер Ордена Леопольда 1 (Бельгія, 21 травня 2014)[25].

- Орден князя Ярослава Мудрого I ст. (Україна, 23 серпня 2021) — за визначний особистий внесок у зміцнення міждержавного співробітництва, підтримку незалежності та територіальної цілісності України[26].
- Орден «За заслуги» I ст. (Україна, 23 серпня 2022) — за значні особисті заслуги у зміцненні міждержавного співробітництва, підтримку державного суверенітету та територіальної цілісності України, вагомий внесок у популяризацію Української держави у світі[27].